# Lluïsa Febrer i Bausà
Lluïsa Febrer i Bausà   (Sant Joan, 1995) és una artista, il·lustradora, fotògrafa i muralista mallorquina. És coneguda per ser l'autora del fanzín postporno Boixar or die, on reivindica la ruralia en clau d'humor, amb «homes i dones que interpreten diferents rols tot utilitzant el vocabulari dels meus padrins». És graduada en Belles Arts per la Universitat de València i ha reconegut el col·lectiu Taller Llunàtic com la seva major influència artística.
El 2024, una vinyeta satírica de Febrer realitzada amb motiu de les Festes de Sant Antoni que criticava la política lingüística a les Illes Balears impulsada per PP i Vox, es va fer viral arran que un regidor de Vox a Manacor va denunciar-la per fer befa de l'Oficina de Garantia de la Llibertat Lingüística. En la il·lustració, l'artista va associar l'ens públic al nazisme mitjançant figures que duen a terme la salutació feixista, acolorides amb la bandera d'Espanya i amb una esvàstica al pit.